# Saint-Marcel-en-Murat
Pour les articles homonymes, voir Saint-Marcel et Murat.
Saint-Marcel-en-Murat est une commune française, située dans le département de l'Allier en région Auvergne-Rhône-Alpes.

## Géographie

### Climat
Pour des articles plus généraux, voir Climat d'Auvergne-Rhône-Alpes et Climat de l'Allier.
En 2010, le climat de la commune est de type climat océanique dégradé des plaines du Centre et du Nord, selon une étude du CNRS s'appuyant sur une série de données couvrant la période 1971-2000. En 2020, Météo-France publie une typologie des climats de la France métropolitaine dans laquelle la commune est dans une zone de transition entre le climat océanique altéré et le climat de montagne ou de marges de montagne et est dans la région climatique Ouest et nord-ouest du Massif Central, caractérisée par une pluviométrie annuelle de 900 à 1 500 mm, maximale en automne et en hiver.
Pour la période 1971-2000, la température annuelle moyenne est de 10,2 °C, avec une amplitude thermique annuelle de 15,5 °C. Le cumul annuel moyen de précipitations est de 804 mm, avec 10,5 jours de précipitations en janvier et 7,7 jours en juillet. Pour la période 1991-2020, la température moyenne annuelle observée sur la station météorologique de Météo-France la plus proche, sur la commune de Montmarault à 4 km à vol d'oiseau, est de 11,2 °C et le cumul annuel moyen de précipitations est de 811,6 mm,. Pour l'avenir, les paramètres climatiques de la commune estimés pour 2050 selon différents scénarios d'émission de gaz à effet de serre sont consultables sur un site dédié publié par Météo-France en novembre 2022.

## Urbanisme

### Typologie
Au 1er janvier 2024, Saint-Marcel-en-Murat est catégorisée commune rurale à habitat très dispersé, selon la nouvelle grille communale de densité à 7 niveaux définie par l'Insee en 2022.
Elle est située hors unité urbaine et hors attraction des villes,.

### Occupation des sols

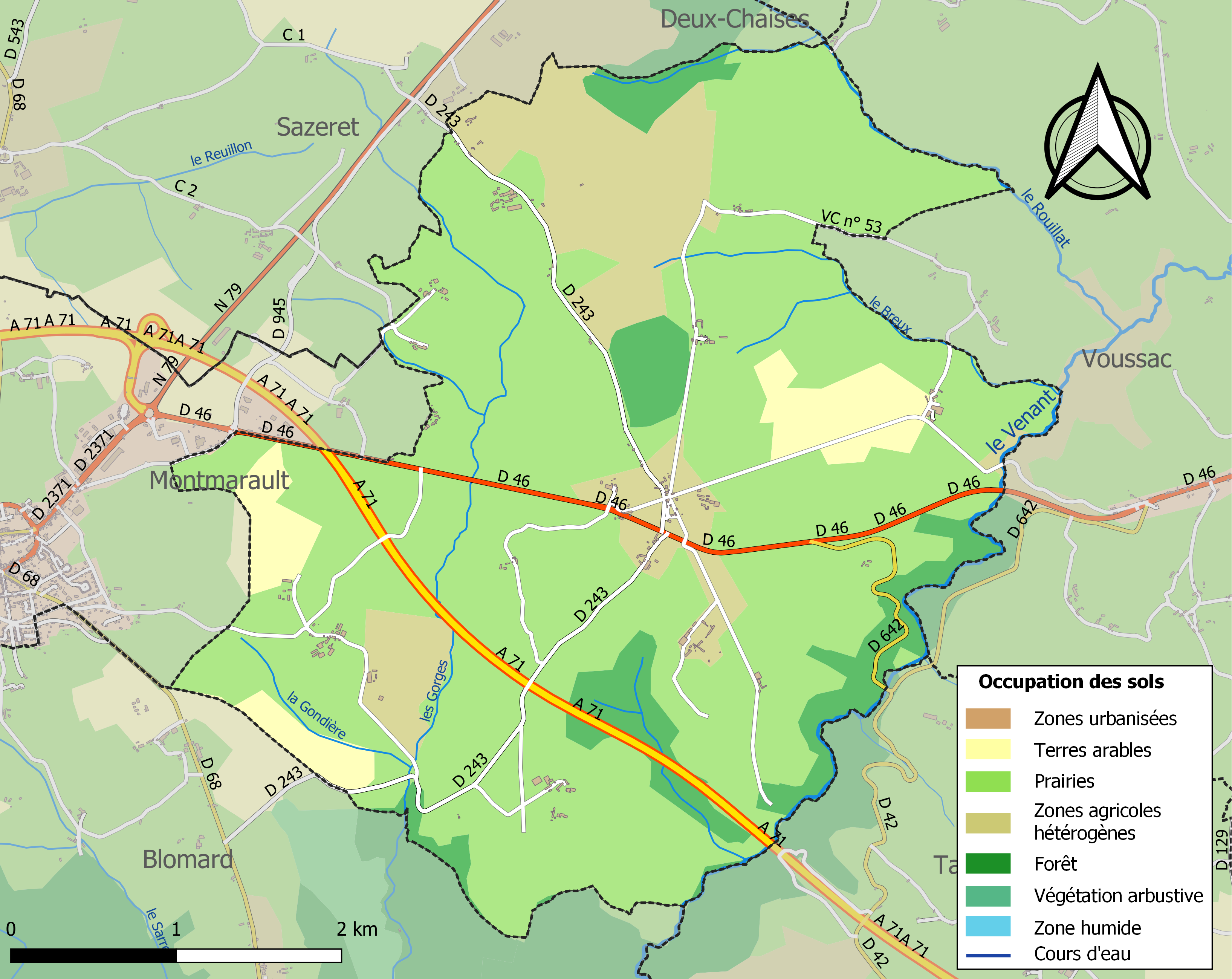
Carte des infrastructures et de l'occupation des sols de la commune en 2018 (CLC).

L'occupation des sols de la commune, telle qu'elle ressort de la base de données européenne d’occupation biophysique des sols Corine Land Cover (CLC), est marquée par l'importance des territoires agricoles (91,4 % en 2018), une proportion identique à celle de 1990 (91,4 %). La répartition détaillée en 2018 est la suivante : prairies (72,8 %), zones agricoles hétérogènes (13,1 %), forêts (8,6 %), terres arables (5,5 %).
L'IGN met par ailleurs à disposition un outil en ligne permettant de comparer l’évolution dans le temps de l’occupation des sols de la commune (ou de territoires à des échelles différentes). Plusieurs époques sont accessibles sous forme de cartes ou photos aériennes : la carte de Cassini (XVIIIe siècle), la carte d'état-major (1820-1866) et la période actuelle (1950 à aujourd'hui).

## Toponymie
Attestée sous la forme Sanctus Marcellus au XIIIe siècle. La commune porta, au cours de la période révolutionnaire de la Convention nationale (1792-1795), le nom de Venant.

## Politique et administration
| Période                                  | Période | Identité             | Étiquette | Qualité                                                 |
| ---------------------------------------- | ------- | -------------------- | --------- | ------------------------------------------------------- |
| Les données manquantes sont à compléter. |         |                      |           |                                                         |
| 1904                                     | 1910    | Léon-Marie Auclair   |           |                                                         |
| 1910                                     | 1912    | Jean Blanchet        |           |                                                         |
| 1912                                     | 1919    | Auguste Raynaud      |           |                                                         |
| 1919                                     | 1925    | Jean-François Camus  |           | Agriculteur                                             |
| 1925                                     | 1935    | Vital Aussert        |           |                                                         |
| 1939                                     | 1941    | Jean-Baptiste Cluzel |           |                                                         |
| 1945                                     | 1977    | Albert Camus         |           | Agriculteur                                             |
| 1977                                     | 1991    | René Tabutin         |           | Conseiller général du canton de Montmarault (1977-1988) |
| 1991                                     | 1995    | Madeleine Dupuichaud |           |                                                         |
| 1995                                     | 2020    | Bernard Valette      |           |                                                         |
| Mai 2020 en cours                        |         | Jean-Pierre Laurent  |           | Retraité agricole                                       |

## Population et société

### Démographie
L'évolution du nombre d'habitants est connue à travers les recensements de la population effectués dans la commune depuis 1793. Pour les communes de moins de 10 000 habitants, une enquête de recensement portant sur toute la population est réalisée tous les cinq ans, les populations de référence des années intermédiaires étant quant à elles estimées par interpolation ou extrapolation. Pour la commune, le premier recensement exhaustif entrant dans le cadre du nouveau dispositif a été réalisé en 2006.

En 2022, la commune comptait 129 habitants, en évolution de +2,38 % par rapport à 2016 (Allier : −1,38 %, France hors Mayotte : +2,11 %).
| 1793 | 1800 | 1806 | 1821 | 1831 | 1836 | 1841 | 1846 | 1851 |
| ---- | ---- | ---- | ---- | ---- | ---- | ---- | ---- | ---- |
| 376  | 248  | 273  | 299  | 993  | 401  | 350  | 381  | 406  |

| 1856 | 1861 | 1866 | 1872 | 1876 | 1881 | 1886 | 1891 | 1896 |
| ---- | ---- | ---- | ---- | ---- | ---- | ---- | ---- | ---- |
| 349  | 353  | 341  | 371  | 383  | 414  | 383  | 378  | 402  |

| 1901 | 1906 | 1911 | 1921 | 1926 | 1931 | 1936 | 1946 | 1954 |
| ---- | ---- | ---- | ---- | ---- | ---- | ---- | ---- | ---- |
| 363  | 351  | 356  | 312  | 286  | 311  | 305  | 290  | 295  |

| 1962 | 1968 | 1975 | 1982 | 1990 | 1999 | 2006 | 2011 | 2016 |
| ---- | ---- | ---- | ---- | ---- | ---- | ---- | ---- | ---- |
| 271  | 237  | 188  | 157  | 179  | 157  | 138  | 142  | 126  |

| 2021 | 2022 | - | - | - | - | - | - | - |
| ---- | ---- | - | - | - | - | - | - | - |
| 126  | 129  | - | - | - | - | - | - | - |

## Culture locale et patrimoine

### Lieux et monuments
- L'église Saint-Marcel des XIe et XIIe siècles fait l’objet d’un classement au titre des monuments historiques depuis le 1er octobre 1963[18].
- La maison de la Baronnie, exemple typique de longère bourbonnaise, aujourd'hui propriété de la commune, en cours de restauration[19].